# Línea Torralba-Soria
La línea Torralba-Soria es una línea férrea española que discurre por la provincia de Soria, enlazando la capital soriana con la línea Madrid-Barcelona a través del nudo ferroviario de Torralba. Cuenta con un trazado de 93 kilómetros de vía única y sin electrificar. El trazado, que forma parte de la Red Ferroviaria de Interés General, está catalogado como la «línea 202» de Adif.

## Historia
Proyectado en 1868 y aprobado el 31 de marzo de 1869, se incluyó en el Plan de la Ley de Ferrocarriles del 2 de julio de 1870, siendo ministro de Fomento José de Echegaray en el gobierno del General Prim. El inicio de los trabajos de construcción, no obstante, se retrasó considerablemente hasta que estas empezaron a finales de la década de 1880. Las obras duraron 4 años, y el ferrocarril se inauguró el 1 de junio de 1892.
Explotado por la Compañía de Ferrocarriles del Gran Central Español, empresa filial de la compañía francesa Crédit Mobilier Français, esta sociedad se vino abajo en 1893 debido a la situación suscitada por la ausencia de transbordos en Torralba. 
En 1904 se inauguró el edificio de viajeros de Torralba del Moral, lo que comenzaría a posibilitar los transbordos con la línea Madrid-Zaragoza que controlaba la compañía MZA. En 1918 se hacen cargo los capitalistas españoles Duque del Infantado y Duque de Villamejor, quienes constituyeron la Sociedad Anónima de Ferrocarriles Soria-Navarra. La explotación se realizó con grandes déficits, hasta que en 1941 RENFE se hizo cargo de la línea tras la nacionalización de los ferrocarriles de ancho ibérico.
Para evitar su cierre, la Junta de Castilla y León ha asumido en ocasiones parte de su déficit para el único servicio de pasajeros que se realiza desde Soria y que conduce hasta Madrid.

### Época reciente
La línea de Torralba a Soria se encuentra a principios del siglo XXI en funcionamiento muy limitado, servida con automotores TRD, 598 y 599 en la ruta Madrid-Soria. A pesar de la falta de inversiones experimentada en los años 90, parece haber esperanzas de modernización y a principios de 2007 empezaron importantes trabajos de renovación de vía que han culminado con la renovación de 43 kilómetros de la línea férrea en 2013, estando paralizada la renovación del resto hasta 2015.

## Trazado y características
Desde la salida del punto de empalme hay una subida casi constante hasta la estación de Miño de Medinaceli (1162 m s. n. m.). Antes de llegar a Radona hay un ligero descenso para después afrontar el paso de la divisoria Ebro-Duero, con una fuerte rampa para volver a descender ya en la cuenca del Duero a la estación de Adradas, que luego sigue descendiendo de forma más suave hacia Coscurita. Esta estación fue el punto de enlace con el Valladolid-Ariza, construido en 1895 y cerrado en 1993. A la salida de Almazán hacia Soria, se cruza el río Duero. Por no atravesar el alto de Lubia, se decidió subir por el valle del Río Izana. Desde Matamala, se asciende hasta Tardelcuende y Quintana Redonda siguiendo el curso del río Mazos, llegando a Navalcaballo para entrar en Soria.
Inicialmente y a través de un viaducto metálico de 150 metros que cruzaba el río Golmayo, se llegaba a la estación situada en el paseo de San Francisco, la estación de Soria-San Francisco. Tras la apertura del ferrocarril Santander-Mediterráneo se construyó un empalme que lleva a la estación Soria-Cañuelo, de donde partiría a mediados del siglo XX el nuevo ferrocarril Soria-Castejón.

## Servicios ferroviarios

### Media distancia
El hecho de que la estación de Soria se configure como una estación terminal por el cierre de otros trazados, y de que se encuentre en una línea sin electrificar, limita de forma sustancial el tráfico ferroviario que transcurre por la misma. Por ello solo trenes TRD (Tren Regional Diésel) que actualmente usan las series 594, 598 y 599 circulan por la estación conectando Soria con Madrid a razón de hasta tres relaciones diarias. 
| Línea MD | Trenes | Origen/Destino   |  | Destino/Origen |
| -------- | ------ | ---------------- |  | -------------- |
| 54       | TRD    | Madrid-Chamartín |  | Soria-Cañuelo  |